# Рімі Чаттерджи
Рімі Чаттерджи (англ. Rimi B. Chatterjee) — індійська письменниця з міста Колката. Видала три романи та одну наукову історію, яка 2006 року здобула нагороду SHARP de Long в номінації «Історія книги», а також низку перекладів і коротких розповідей.
Письменниця двічі номінувалася на отримання нагороди Vodafone Crossword Book Award — першого разу із художнім твором, а вдруге із перекладом. Пані Чатер'є викладає англійську мову у Джадавпурському університеті.

## Життєпис
Рімі Чаттерджи народилася в індійській сім'ї 1 січня 1969 року у м. Белфаст, Англія. У 1979 році її сім'я повернулась до Індії.
Після закінчення школи вступає до Брабурнського жіночого коледжу, який є філіалом Університету Колкати, там вона вивчає англійську літературу. В ці роки починає писати перші твори.
З 1991 по 1993 рік отримувала ступінь магістра англійської мови у Джадавпурському університеті. Пізніше захистила докторську дисертацію в Оксфордському університеті. Назва її дисертації «Історія торгівлі в Південній Азії Макміллана і компаній у 1875—1900 роках.»
Зараз викладає англійську мову у Джадавпурському університеті.

## Книги автора

### Романи
- Чорне світло
- Місто кохання
- Червоний сигнал

### Оповідання
- «Сад Мумбайї», в якому йдеться про Гарсію де Орта — вченого та єретика, який жив у шістнадцятому столітті, був виданий у журналі «Wasafiri» 24(3): ст. 98—106.
- «Перша раса», в якому йдеться про жінку з району червоних ліхтарів у м. Калькутта дев'ятнадцятого сторіччя, був виданий у книзі «Колката: Історія міста: статті, фрагменти, зображення», під редакцією Шрії Чатер'є та Дженні Рентон (Edinburgh: Textualities, 2009).
- «Джесіка», в якому йдеться про англо-індійську жінку перукаря португальського походження, яка проживає у Бенгальському районі Калькутти, вийшов у «Проблиски: Об'єднуючи Індію та Латинську Америку» 1 (2008): ст. 58-9.
- «Ключ від усіх світів», був виданий у «Супергерой: надзвичайні пригоди Рокета Кумара та інших індійських супергероїв», виданому Scholastic India у 2007 р.

### Комікси
- «Вбивця» у Comix India том 2: Girl Power
- «Книжкова крамниця на пагорбі» надрукований у журналі «Drighangchoo», випуск 3, Колката, 2010 р. Друга частина історії надрукована у * «Drighangchoo», випуск 4.

### Історії
2007 року робота «Імперії розуму» отримала нагороду SHARP deLong, академічну премію, яка щороку присуджується Спілкою історії письменницької, читацької та видавничої діяльності за видатну роботу в галузі історії книги.